# The Promise (Arrow)
The Promise es el décimo quinto episodio de la segunda temporada y trigésimo octavo episodio a lo largo de la serie estadounidense de drama y ciencia ficción, Arrow. El episodio fue escrito por Jake Coburn y Ben Sokolowski dirigido por Glen Winter y fue estrenado el 5 de marzo de 2014.
Oliver está sorprendido con la reaparición de Slade Wilson en Starling City. De vuelta en la isla, mientras Oliver, Sara y Slade se preparan para tomar El Amazo, Sara aconseja a Oliver asesinar a Ivo para evitar que le cuente a Slade la verdad sobre lo que sucedió con Shado. Oliver se siente culpable por lo ocurrido pero se da cuenta de que la creciente rabia de Slade inducida por el Mirakuru, lo hace impredecible y podría ponerlo en su contra, razón por la cual decide seguir el consejo de Sara.

## Argumento
Oliver está sorprendido con la reaparición de Slade Wilson, por lo que hace una llamada de auxilio a Felicity. Sara reconoce la voz de Slade cuando Felicity pone el altavoz y les advierte que los Queen están en peligro y le pide a Diggle que la acompañe a la mansión para rescatar a Oliver y su familia, pero cuando Roy se entera de que Slade también fue inyectado con el Mirakuru y sabiendo que Thea se encuentra en la mansión decide acompañarlos. Una vez en la mansión Queen, Diggle elige una posición estratégica para disparar a Slade pero es atacado por una misteriosa persona. Mientras tanto, Slade descubre que Roy tiene su misma fuerza al medirlo en un apretón de manos. Al dejar la mansión, Oliver lo cuestiona sobre sus razones para estar en Starling City y Slade le responde que es para cumplir la promesa que le hizo cinco años atrás. Finalmente, Moira le pide a Oliver que no vuelva más a la mansión y se revela que Slade instaló cámaras ocultas en la mansión Queen.
En un flashback a la isla, Oliver, Sara y Slade se preparan físicamente para asaltar el carguero de Ivo e idean un plan para hacerlo mientras Slade accede a quemar el lote restante del suero. Sin embargo, Sara aconseja a Oliver asesinar a Ivo para evitar que le cuente a Slade la verdad sobre lo que sucedió con Shado. Oliver se siente culpable por lo ocurrido pero se da cuenta de que la creciente rabia de Slade inducida por el Mirakuru, lo hace impredecible y podría ponerlo en su contra, razón por la cual decide seguir el consejo de Sara. Una vez que Oliver es capturado por sus hombres, Ivo le inyecta un suero de la verdad para que le diga dónde se encuentran Slade, Sara y el Mirakuru. Usando a Oliver como distracción, Sara y Slade llegan por aire al Amazo y comienzan a liberar a los prisioneros mientras que Slade va tras Ivo.
Tratando de evitar que Ivo y Slade se encuentren, Oliver ataca a Ivo, quien comienza a hablarle sobre la muerte de Shado y los remordimientos que debe sentir por elegir a Sara sobre Shado. Oliver acepta que eligió a Sara y Slade lo escucha por lo que vierte su ira contra él. Mientras el carguero queda a la deriva, Sara, Anatoli, Hendryk y el reverendo Flynn logran saltar al agua creyendo que Oliver los seguía, sin embargo, éste es capturado por Slade y puesto en una de las celdas donde Ivo mantenía cautivos a los otros hombres. Slade toma el control del barco y de la tripulación del mismo y le corta a Ivo la mano que utilizó para sostener la pistola con la que asesinó a Shado y le promete a Oliver que no morirá hasta que haya sufrido lo que él y hasta que conozca la completa desesperación.

## Elenco
- Stephen Amell como Oliver Queen.
- Katie Cassidy como Dinah Laurel Lance (crédito únicamente).
- David Ramsey como John Diggle.
- Willa Holland como Thea Queen.
- Emily Bett Rickards como Felicity Smoak.
- Colton Haynes como Roy Harper.
- Manu Bennett como Slade Wilson.
- Susanna Thompson como Moira Queen.
- Paul Blackthorne como el oficial Quentin Lance (crédito únicamente).

## Continuidad
- El episodio marca la primera aparición de Thomas Flynn y Hendrick Von Arnim.
- Este es el tercer episodio en el que Laurel y Quentin Lance no aparecen.

- Es el noveno episodio de la temporada en el que uno o más personajes principales están ausentes.

- Anatoli Knyazev fue visto anteriormente en Keep Your Enemies Closer.
- Shado fue vista anteriormente en Three Ghosts.
- Antony Ivo fue visto anteriormente en Blind Spot.
- Este es el segundo episodio a lo largo de la serie en tener una trama centrada en los sucesos de la isla.

- The Odyssey fue el primer episodio en el que la trama de Starling City es relegada a un segundo término.

- Oliver revela a Ivo que su segundo nombre es Jonas.
- Es el primer episodio en el que se ve a Oliver usando la capucha durante su estancia en la isla.
- Slade descubre que Oliver eligió a Sara sobre Shado y eso causó su muerte.
- Se revela que Ivo estaba en busca del Mirakuru para salvar la vida de su esposa Jessica.
- Slade se apodera del Amazo y toma prisionero a Oliver.
- Slade le corta una mano a Ivo por haber asesinado a Shado.
- Se puede ver que Roy está tomando clases de arquería.
- Sara reconoce la voz de Slade a través de una llamada telefónica que realiza Oliver para pedir ayuda.
- Slade conoce oficialmente a Thea y Roy en este episodio.
- Slade le asegura a Oliver que su estancia en Starling City es para cumplir una promesa que le hizo mientras lo mantuvo prisionero en el Amazo.
- Se revela que Slade instaló cámaras ocultas por toda la mansión Queen.

## Desarrollo

### Producción
La producción de este episodio comenzó el 12 de diciembre y terminó el 20 de diciembre de 2013.

### Filmación
El episodio fue filmado del 7 de enero al 16 de enero de 2014.

## Recepción

### Recepción de la crítica
Jesse Schedeen de IGN calificó al episodio de asombroso y le otorgó una puntuación de 9.0, comentando "Ha sido frustrante ver cómo los flashback se convirtieron en algo con poca atención en episodios pasados, así que hay que felicitar a los escritores por darle a los seguidores de la serie los que han estado pidiendo a gritos. "The Promise" ofreció un montón de gran interacción entre Slade y Ollie en el pasado, frecuentemente mostrando una yuxtaposición de esa relación con la que existe en el presente. Fue una forma memorable de prepararnos gradualmente para el enfrentamiento final entre el Equipo Arrow y Deathstroke, el exterminador".

### Recepción del público
En Estados Unidos, The Promise fue visto por 2.21 millones de espectadores, recibiendo 0.7 millones de espectadores entre los 18 y 49 años, de acuerdo con Nielsen Media Research.